# Hel (zeu)
În mitologia nordică, Hel este zeița morții și conducătoarea tărâmului morții, Helheim. Este cel mai mic copil al zeului Loki și al gigantei Angerbrode. Jumătate vie, jumătate moartă, Hel are o privire întunecată și neîndurătoare. Zeii s-au speriat de înfățișarea ei și au gonit-o în Helheim, unde sunt aduși oamenii care mor din cauza bolilor sau a bătrâneții. Din sala ei Eljudnir, ea îi conduce pe cei care au murit din cauza bolilor, bătrâneții sau pedepsei capitale. Puterea ei era atât de mare încât putea să îi provoace pe alți zei, chiar și pe Odin. Tronul ei era cunoscut ca patul bolnavilor iar creștinii i-au preluat numele transformându-l în Hell (=iad în limba engleză), locul eternelor suferințe și locul unde se duc damnații. Când Baldur a murit, Hel a refuzat să îl elibereze dacă nu îl va jeli toată lumea. Acest lucru era pe cale să se întâmple, dar Loki, deghizat în înfățișarea vrăjitorului Thokk a refuzat să-l jelească pe zeu.